# Taša Jarová
Nataša Jarová, zkráceně Taša (v anglickém originále Tasha Yar), je fiktivní postava v televizním sci-fi seriálu Star Trek: Nová generace.
Poručík Taša Jarová byla důstojníkem Hvězdné flotily, sloužila jako velitelka bezpečnosti na hvězdné lodi USS Enterprise-D pod velením kapitána Picarda. Během prvního roku mise lodi byla zabita bytostí Armus na planetě Vagra II.
O několik let později při setkání Enterprise-D s časovou anomálií se Taša Jarová znovu objevila. Poté na lodi USS Enterprise-C prošla skrz anomálii do „správné“ minulosti, kde před smrtí v roce 2349 dala život dceři jménem Sela, napůl Romulance, později komandérce ve službách Romulanského impéria.